# Alexandr (rod)
Alexandr (ve starších pramenech jako „alexander“) je české rodové jméno papoušků z podčeledi Psittaculinae tribu Psittaculini. Celkem se jedná o 17 druhů rodu Psittacula, dvou druhů rodu Psittinus a 5 druhů rodu Tanygnathus. Pro příslušníky rodu Tanygnathus se v češtině používají také rodové názvy mada a papoušek. 
| Český název                                                    | Latinský název                                                            | Obrázek      | Domovina |
| -------------------------------------------------------------- | ------------------------------------------------------------------------- | ------------ | --- |
| rod Psittacula                                                 |                                                                           |              | |
| alexandr černohlavý                                            | Psittacula himalayana (Lesson, 1832)                                      |              | od Pákistánu do západního Himálaje, v Indii přes Nepál a Bhútán až po východní Himaláje v severovýchodním indickém státě Arunáčalpradéš |
| alexandr čínský                                                | Psittacula derbiana (Fraser, 1852)                                        |              | |
| alexandr dlouhoocasý                                           | Psittacula longicauda (Boddaert, 1783)                                    |              | Sumatra , Borneo, Malajsie, Andamanské a Nikobarské ostrovy                                                                             |
| alexandr duhový = syn. alexandr švestkový →                    |                                                                           |              | |
| alexandr Finschův (syn. alexandr modroocasý)                   | Psittacula finschii (Hume, 1874)                                          |              | od severovýchodu Indie po Vietnam |
| alexandr indický                                               | Psittacula cyanocephala (Linnaeus, 1766)                                  |              | |
| alexandr malý                                                  | Psittacula krameri (Scopoli, 1769)                                        |              | původní rozšíření |
| alexandr mauricijský                                           | Psittacula eques echo (A. Newton & E. Newton, 1876)                       |              | |
| alexandr modrolící†                                            | Psittacula wardi (E. Newton, 1867)                                        |              | Seychely vyhynulý (od 1893) |
| alexandr modroocasý = syn. alexandr Finschův→                  |                                                                           |              | |
| alexandr modrý†                                                | Psittacula exsul (A. Newton, 1872)                                        |              | ostrov Rodrigues vyhynulý (od 1875) |
| alexandr prostřední                                            | Psittacula intermedia Rotkschild, 1895                                    | nomen dubium | |
| alexandr réunionský†                                           | Psittacula eques eques (Boddaert, 1783)                                   |              | ostrov Réunion |
| alexandr růžovoprsý syn. alexandr růžový alexander vousatý     | Psittacula alexandri (Linnaeus, 1758)                                     |              | |
| alexandr smaragdový                                            | Psittacula calthrapae (Blyth, 1849)                                       |              | Srí Lanka |
| alexandr šedohlavý                                             | Psittacula caniceps (Blyth, 1846)                                         |              | Nikobary |
| alexandr šedý                                                  | Psittacula columboides (Vigors, 1830)                                     |              | Západní Ghát |
| alexandr švestkový (syn. alexandr duhový)                      | Psittacula roseata Biswas, 1951                                           |              | od severovýchodní Indie do jihovýchodní Asie                                                                                            |
| alexandr velký                                                 | Psittacula eupatria (Linnaeus, 1766)                                      |              | |
| rod Psittinus                                                  |                                                                           |              | |
| alexandr krátkoocasý syn.papoušek krátkoocasý                  | Psittinus cyanurus (J. R. Forster, 1795)                                  |              | jižní Myanmar, jižní Thajsko, Malajsie, Singapur, Borneo, Sumatra, Mentawajské ostrovy                                                  |
| alexandr simeulueský                                           | Psittinus abbotti Richmond, 1902 syn. Psittinus cyanurus abbotti          |              | ostrovy Simeulue a Siumat |
| rod Tanygnathus                                                |                                                                           |              | |
| alexandr buruský syn. papoušek černopásý, mada černopásý       | Tanygnathus gramineus (J. F. Gmelin, 1788)                                |              | ostrov Buru |
| alexandr filipínský                                            | Tanygnathus everetti Tweeddale, 1877 syn. Tanygnathus sumatranus everetti |              | Filipíny |
| alexandr modrošíjný syn. papoušek modrošíjný mada modrotemenný | Tanygnathus lucionensis (Linnaeus, 1766)                                  |              | Filipíny a okolní ostrovy |
| alexandr noční syn.papoušek rudozobý mada noční mada Müllerův  | Tanygnathus sumatranus (Raffles, 1822)                                    |              | Sulawesi a Sangihské ostrovy |
| alexandr velkozobý syn. papoušek velkozobý mada černoramenný   | Tanygnathus megalorynchos (Boddaert, 1783)                                |              | ostrovy Indonésie a jižních Filipín |